# Thalfang
Thalfang település Németországban, Rajna-vidék-Pfalz tartományban. Lakosainak száma 1819 fő (2023. december 31.).

## Népesség
A település népességének változása:
| Lakosok száma | 1490 | 1804 | 1801 | 1801 | 1831 | 1819 |
|               | 1975 | 2017 | 2019 | 2021 | 2022 | 2023 |